# Cathédrale Saint-Louis de Port-Louis
Pour les articles homonymes, voir Saint-Louis et Cathédrale Saint-Louis.
La cathédrale Saint-Louis, située à Port-Louis, capitale de Maurice, est le siège de l'évêque du diocèse de Port-Louis. Elle est dédiée à Saint Louis.

## Histoire

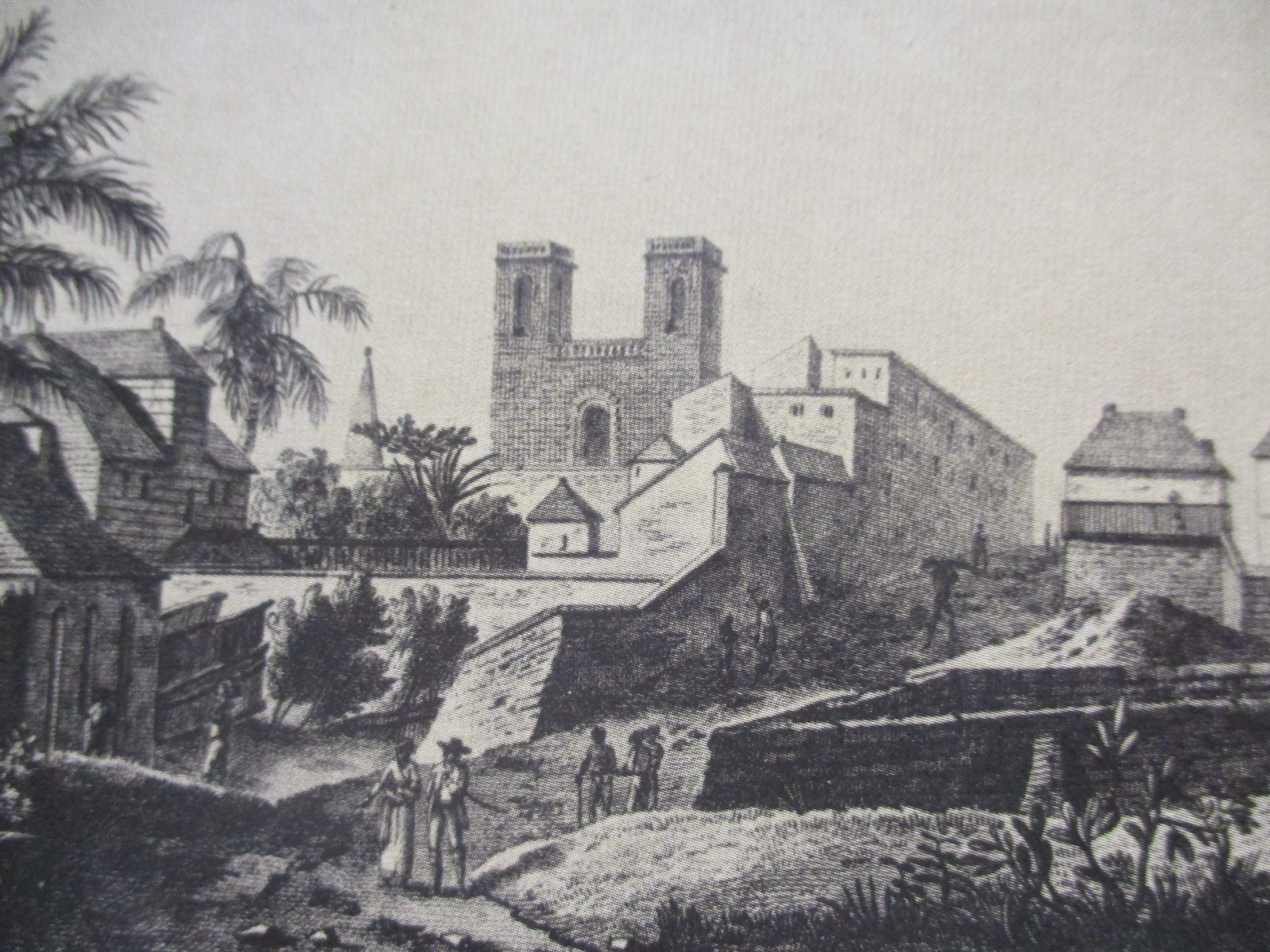
Vue en 1812.

Elle s’élève à un emplacement où plusieurs églises se sont succédé : Entre 1752 et 1756, Jean-François Charpentier de Cossigny fait construire un premier bâtiment, qui ne tarde pas à se lézarder, puis est abattu par un cyclone tropical en 1760. La nouvelle église s'effondre à nouveau le 9 avril 1773 sous un autre cyclone. Fruit d'une reconstruction en 1782, le bâtiment suivant ne tarda pas à s'écrouler.
Par la suite, l'édifice est restauré en 1814 par Sir Robert Townsend Farquhar, le premier gouverneur anglais de l'île, jusqu'à ce que les mêmes problèmes structurels réapparaissent en 1819. Le P. François Cléret de Langavant C.s.s.p. (futur évêque de La Réunion) y fut vicaire de 1929 à début 1935. Mgr James (Jacques) Leen fait reconstruire les fondations en 1930-1933, puis une dernière restauration a lieu en 2007.
Le bienheureux père Laval y a passé ses dernières années.